# Machoschepoljana
Machoschepoljana (russisch Махошеполяна) ist ein Dorf (selo) in Südrussland. Es gehört zur autonomen Republik Adygeja und hat 6 Einwohner (Stand 2019). Im Ort gibt es eine Straße.
Der Ort liegt 18 Straßenkilometer südöstlich von Tulski. 